# Talha exponencial

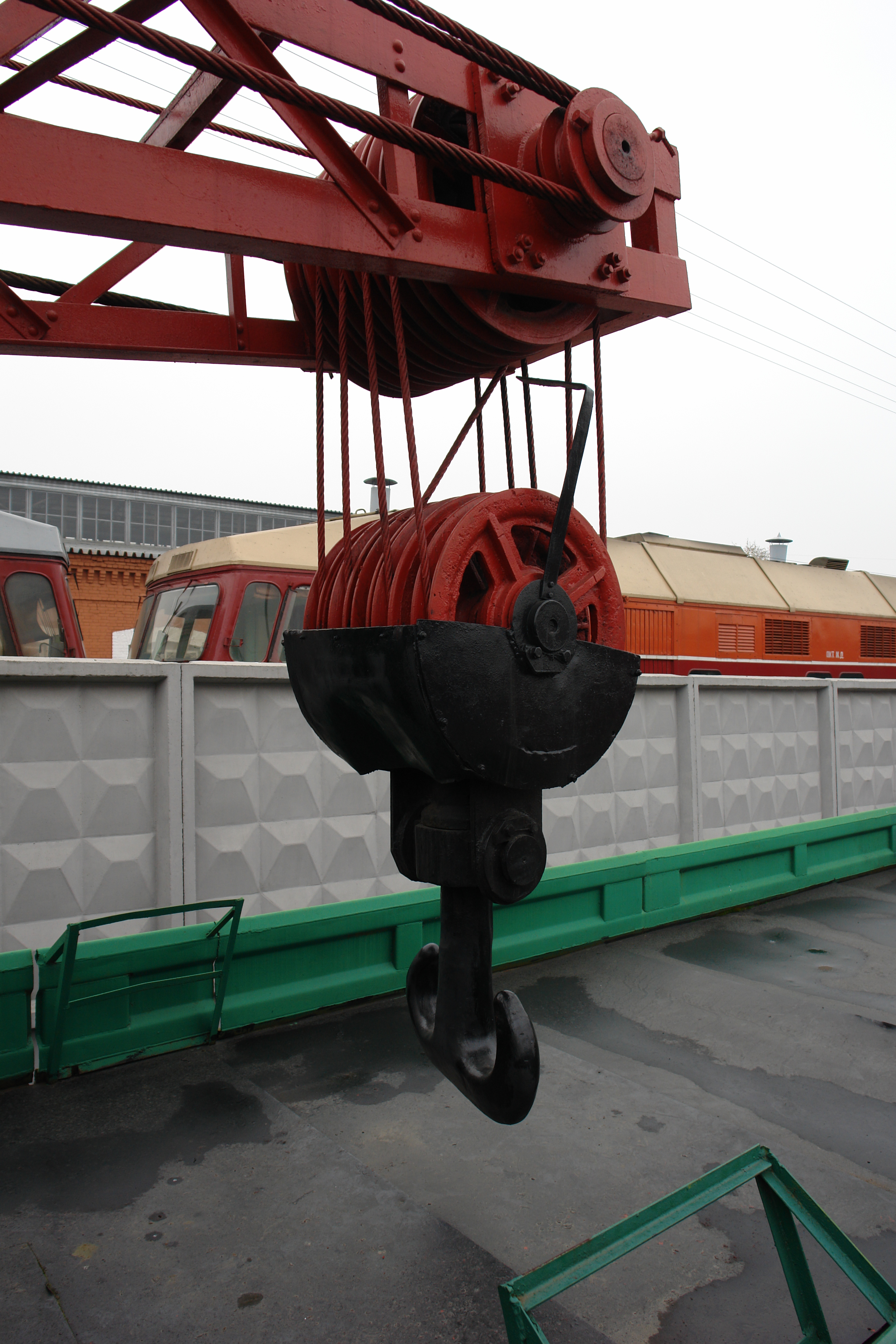
Talha

Talha exponencial é uma das mais antigas ferramentas utilizadas pelo homem.

## Descrição
Consiste em uma série de polias  móveis (roldanas) associadas a uma só polia fixa, e quanto maior for o número de polias móveis, maior também será a facilidade para se mover um peso que esteja nela.
Chama-se vantagem mecânica da talha a relação entre a força resistente (peso) e a força motriz(a que se faz para erguê-lo).